# Česká konference rektorů
Česká konference rektorů (zkratka ČKR) je orgán reprezentace vysokých škol České republiky, který sdružuje rektory veřejných, státních i soukromých vysokých škol, akreditovaných v ČR. ČKR byla založena 28. ledna 1993 a sídlí v Brně.

## Poslání
Cílem ČKR je jednak koordinovat stanoviska vysokých škol v zásadních otázkách rozvoje vzdělanosti a vědy, vysokých škol a jejich studentů i pracovníků, jednak prosazovat jejich zájmy ve veřejnosti a při jednání se státními orgány a udržovat styky s obdobnými sdruženími v zahraničí.

## Historie
ČKR vznikla z Klubu rektorů, který byl ustaven 26. dubna 1990 v Žilině. Prvním předsedou byl zvolen prof. Milan Jelínek († 30. 1. 2014), rektor Masarykovy univerzity v Brně, kde byla v roce 1992 také zřízena kancelář klubu. V září 1992 byla vytvořena česká a slovenská sekce Klubu rektorů, předsedou české sekce byl zvolen prof. Zdeněk Kovář († 14. 12. 2014), rektor Technické univerzity v Liberci. Ze sekcí pak vznikla Slovenská rektorská konference (25. 11. 1992) a Česká konference rektorů (28. 1. 1993). Prvním předsedou ČKR byl na prvním zasedání 28. ledna 1993 zvolen prof. Zdeněk Kovář a kancléřem prof. Martin Černohorský († 9. 2. 2024), rektor Slezské univerzity v Opavě. Členy ČKR byli tehdy rektoři všech 27 českých vysokých škol. Podle zákona o vysokých školách z roku 1998 tvoří ČKR spolu s Radou vysokých škol reprezentaci vysokých škol v ČR.
ČKR rychle navázala řadu významných mezinárodních kontaktů s obdobnými organizacemi a stala se členem důležitých mezinárodních organizací, například Asociace evropských univerzit (CRE), která se později sloučila s dalšími a vytvořila Evropskou univerzitní asociaci (EUA). V dubnu 2011 byl rektor Univerzity Karlovy prof. Václav Hampl zvolen do Výkonného výboru EUA, jehož členem byl do dubna 2015. V roce 2017 se podobná situace opakovala. Na návrh ČKR byla členkou Výkonného výboru EUA na čtyřleté funkční období (2017-2021) na Valném shromáždění EUA (Norsko, Bergen, duben 2017) zvolena prof. Hana Machková, rektorka Vysoké školy ekonomické v Praze.

## Struktura
Vrcholným orgánem ČKR je plénum, které se schází nejméně dvakrát do roka a volí předsedu a pět místopředsedů na období dvou let. Plénum tvoří rektoři 26 veřejných a 2 státních vysokých škol, a také 17 soukromých vysokých škol. Dělí se do dvou komor – rektoři veřejných a státních vysokých škol, rektoři soukromých vysokých škol –, přičemž rektoři první komory mají každý jeden hlas, kdežto rektoři druhé komory se dělí o tzv. kuriální hlasy. Každá z komor si volí svého předsedu a místopředsedy v počtu, na kterém se předem dohodne. Agendu ČKR vyřizuje Kancelář ČKR v čele s tajemníkem ČKR.

## Předsedové ČKR
- prof. Ing. Zdeněk Kovář, CSc. († 14. 12. 2014), rektor Technické univerzity v Liberci (28. 1. 1993 – 24. 2. 1994)
- prof. Ing. Stanislav Hanzl, CSc. († 14. 6. 1996), rektor Českého vysokého učení technického v Praze (25. 2. 1994 – 14. 6. 1996)
- prof. Ing. Jan Hron, DrSc., dr. h. c., rektor České zemědělské univerzity v Praze (15. 6. 1996 – 6. 3. 1997 pověřen výkonem funkce, 7. 3. 1997 – 24. 2. 2000)
- prof. Ing. Ivan Wilhelm, CSc., rektor Univerzity Karlovy (25. 2. 2000 – 31. 1. 2006)
- prof. Ing. Petr Sáha, CSc., rektor Univerzity Tomáše Bati ve Zlíně (24. 2. 2006 – 10. 5. 2007)
- prof. Ing. Jan Hron, DrSc., dr. h. c., rektor České zemědělské univerzity v Praze (11. 5. 2007 – 31. 7. 2007 pověřen výkonem funkce, 1. 8. 2007 – 31. 7. 2009)
- prof. PhDr. Petr Fiala, PhD., LL.M., rektor Masarykovy univerzity (1. 8. 2009 – 31. 7. 2011)
- prof. RNDr. Václav Hampl, DrSc., rektor Univerzity Karlovy (1. 8. 2011 – 31. 1. 2014)
- prof. MUDr. Tomáš Zima, DrSc., MBA, rektor Univerzity Karlovy (20. 2. 2014 – 31. 7. 2019)
- prof. Ing. Petr Sklenička, CSc., rektor České zemědělské univerzity v Praze (1. 8. 2019 – 31. 7. 2021)
- prof. MUDr. Martin Bareš, Ph.D., rektor Masarykovy univerzity (od 1. 8. 2021 – 31. 7. 2023)[1]
- prof. MUDr. Milena Králíčková, Ph.D., rektorka Univerzity Karlovy (od 1. 8. 2023, mandát vyprší 31. 7. 2027)[1][4]